# Idioma tarok
El tarok es una lengua de la meseta de Nigeria central de importancia regional en el área de Langtang del sureste del estado de Plateau, Nigeria, donde sirve como lengua franca local. Blench (2004) estima que hay alrededor de 150.000 hablantes.

## Nombres para otros idiomas
Como lengua franca local, el Tarok ocupa un lugar destacado en la composición étnica local del sudeste del estado de Plateau. Muchos clanes tarok también pueden rastrear sus ancestros hasta los pueblos de habla chádica, lo que apunta a una larga historia de los pueblos Chádicos que se asimilaron a la sociedad tarok. Algunos nombres de Tarok para lenguas vecinas según Longtau (2004):
| Idioma     | Clasificación           | Nombre de Tarok         |
| ---------- | ----------------------- | ----------------------- |
| Angas      | Chádico occidental A.3  | Dúk                     |
| Boghom     | Chádico occidental B.3  | Burom                   |
| Duguri     | Jarawan                 | Duguri                  |
| Goemai     | Chádico occidental A.3  | Lar                     |
| Jukun-Wase | jukunoide               | Jor                     |
| Kanam      | Chádico occidental B.3? | (not known by Tarok)    |
| Kantana    | Jarawan                 | Kantana                 |
| Tel        | Chádico occidental A.3  | Dwal                    |
| Pe         | Tarokoide               | Pe                      |
| Tal        | Chádico occidental A.3  | Tal                     |
| Sur        | Tarokoide               | (no conocido por Tarok) |
| Yangkam    | Tarokoide               | Yangkam                 |
| Yiwom      | Chádico occidental A.3  | Zhan                    |
| Zaar       | Chádico occidental B.3  | Zhim                    |

## Sistema de escritura
| a  | a̲ | b | ɓ  | c  | d | ɗ | e | ǝ  | f | gb |
| gh | i | j | k  | kp | l | m | n | ny | ŋ | o  |
| p  | r | s | sh | t  | u | v | w | y  | z | zh |